# سيلفيا سارة كانيتتو
سيلفيا سارة كانيتتو (بالإنجليزية: Silvia Sara Canetto)‏، هي طبيبة نفسية معروفة بأبحاثها في قضايا متنوعة بما في ذلك الجنس والتوجه الجنسي والوضع الاقتصادي الاجتماعي المتعلقة بالسلوكيات الانتحارية والشيخوخة ونهاية الحياة. وهي أستاذة في علم النفس الصحي الاجتماعي التطبيقي وعلم النفس الإرشادي في جامعة ولاية كولورادو (CSU).
تلقت سيلفيا في 2019 جائزة الدنمارك - جانفالد للبحث والخدمات النسوية من المجلس الدولي لعلماء النفس، وجائزة التراث لعام 2019 للمساهمات البارزة والمميزة للنساء والبحث والتدريس والخدمة في النوع الاجتماعي من جمعية APA لعلم نفس المرأة.